# Lijst van voorzitters van de Eerste Kamer
Hieronder een lijst van voorzitters van de Eerste Kamer in Nederland.
| Periode    |                       | Voorzitter                                             | Partij of stroming                                                                                                |
| ---------- | --------------------- | ------------------------------------------------------ | --- |
| 1815–1818  |                       | Charles Thiennes de Lombise                            | regeringsgezind                                                                                                   |
| 1818–1819  | Willem Frederik Röell | Willem Frederik Röell                                  | orangist |
| 1819–1820  |                       | Charles Thiennes de Lombise                            | regeringsgezind                                                                                                   |
| 1820–1821  | Willem Frederik Röell | Willem Frederik Röell                                  | orangist |
| 1821–1822  |                       | Charles Thiennes de Lombise                            | regeringsgezind                                                                                                   |
| 1822–1823  | Willem Frederik Röell | Willem Frederik Röell                                  | orangist |
| 1823–1824  |                       | Charles Thiennes de Lombise                            | regeringsgezind                                                                                                   |
| 1824–1825  | Willem Frederik Röell | Willem Frederik Röell                                  | orangist |
| 1825–1826  |                       | Charles Thiennes de Lombise                            | regeringsgezind                                                                                                   |
| 1826–1827  | Willem Frederik Röell | Willem Frederik Röell                                  | orangist |
| 1827–1828  |                       | Charles Thiennes de Lombise                            | regeringsgezind                                                                                                   |
| 1828–1829  | Willem Frederik Röell | Willem Frederik Röell                                  | orangist |
| 1829–1830  |                       | Charles Thiennes de Lombise                            | regeringsgezind                                                                                                   |
| 1830       |                       | Charles-Alexandre de Gavre                             | regeringsgezind                                                                                                   |
| 1830–1832  | Willem Frederik Röell | Willem Frederik Röell                                  | orangist |
| 1832–1833  |                       | Willem Frederik van Reede                              | regeringsgezind                                                                                                   |
| 1833–1834  | Willem Frederik Röell | Willem Frederik Röell                                  | orangist |
| 1834–1838  |                       | Willem Frederik van Reede                              | regeringsgezind                                                                                                   |
| 1838–1845  |                       | Arnoldus van Gennep                                    | conservatief |
| 1845–1849  |                       | Hendrik Rudolph Trip                                   | conservatief (vóór 1848)                                                                                          |
| 1849–1850  |                       | Louis Gaspard Adrien van Limburg Stirum                | moderaat of gematigd liberaal                                                                                     |
| 1850–1851  |                       | Dominicus Blankenheym                                  | liberaal |
| 1851–1852  |                       | Jacob Constantijn Martens van Sevenhoven               | conservatief |
| 1852–1870  |                       | Johan Antoni Philipse                                  | conservatief |
| 1870–1871  |                       | Hendrik van Beeck Vollenhoven                          | moderaat of gematigd liberaal                                                                                     |
| 1871–1874  |                       | Eugène Jean Alexander van Bylandt                      | liberaal |
| 1874–1880  |                       | Jan Arend Godert de Vos van Steenwijk                  | moderaat of gematigd liberaal                                                                                     |
| 1880–1888  |                       | Frans Julius Johan van Eysinga                         | liberaal |
| 1888–1889  |                       | Willem Anne Assueer Jacob Schimmelpenninck van der Oye | conservatief |
| 1889–1902  |                       | Albertus van Naamen van Eemnes                         | liberaal |
| 1902–1914  |                       | Jan Elias Nicolaas Schimmelpenninck van der Oye        | Vrij-AR, Christelijk-Historische Partij, Christelijk-Historische Unie, antirevolutionair (vóór splitsing in 1894) |
| 1914–1929  |                       | Jan Joseph Godfried van Voorst tot Voorst              | Algemeene Bond, Roomsch-Katholieke Staatspartij                                                                   |
| 1929–1946  |                       | Willem Lodewijk de Vos van Steenwijk                   | Christelijk-Historische Unie                                                                                      |
| 1946–1951  |                       | Roelof Kranenburg                                      | Vrijzinnig Democratische Bond, Partij van de Arbeid                                                               |
| 1951–1966  |                       | Jan Anne Jonkman                                       | Partij van de Arbeid                                                                                              |
| 1966–1969  |                       | Jannis Pieter Mazure                                   | Partij van de Arbeid                                                                                              |
| 1969–1973  |                       | Maarten de Niet Gerritzoon                             | Partij van de Arbeid                                                                                              |
| 1973–1983  |                       | Theo Thurlings                                         | Katholieke Volkspartij, CDA                                                                                       |
| 1983–1991  |                       | Piet Steenkamp                                         | KVP, CDA |
| 1991–1997  |                       | Herman Tjeenk Willink                                  | Partij van de Arbeid                                                                                              |
| 1997–2001  |                       | Frits Korthals Altes                                   | Volkspartij voor Vrijheid en Democratie                                                                           |
| 2001–2003  |                       | Gerrit Braks                                           | CDA |
| 2003–2009  |                       | Yvonne Timmerman-Buck                                  | CDA |
| 2009–2011  |                       | René van der Linden                                    | CDA |
| 2011–2013  |                       | Fred de Graaf                                          | VVD |
| 2013-2019  |                       | Ankie Broekers-Knol                                    | VVD |
| 2019–heden |                       | Jan Anthonie Bruijn                                    | VVD |